# Identité personnelle
Ne doit pas être confondu avec Identité (sciences sociales) ou Carte d'identité.

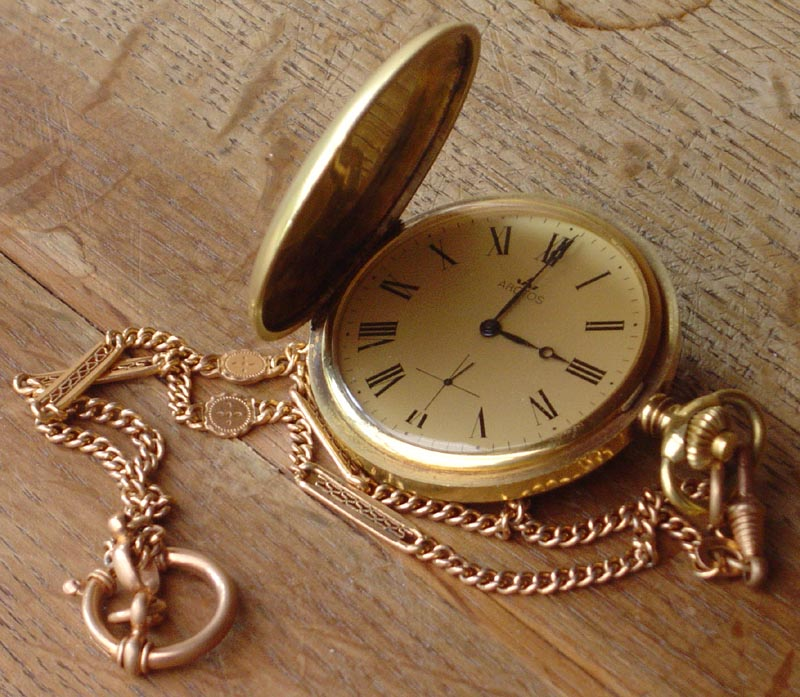
Une personne peut-elle être ré-identifiée dans le temps ? Persiste-t-elle comme un même individu ?

En philosophie, l’identité personnelle  désigne le fait pour un sujet d'être un individu à la fois distinct de tous les autres (unicité ou identité synchronique) et demeurant le même à travers le temps (identité diachronique).
À cette définition objective de l’identité personnelle répond une perspective subjective, celle du sujet qui éprouve son identité. Le plus souvent, on considère que le vécu identitaire recouvre une dimension temporelle – par laquelle le sujet se rapporte à ses états antérieurs sur le mode d’une continuité autobiographique (« moi » narratif) – et une dimension corporelle – par laquelle le sujet fait l’expérience « en première personne » de sa singularité (« moi » corporel).
La question de l'identité personnelle est aujourd'hui l'une des plus vives et des plus ouvertes de la philosophie contemporaine, bien qu'elle se soit posée essentiellement dans le contexte de la philosophie de langue anglaise. À la fois logique, métaphysique, psychologique, biologique, elle est aussi l'une des questions les plus difficiles et les plus troublantes qu'un philosophe puisse rencontrer.

## Locke et la conscience de soi

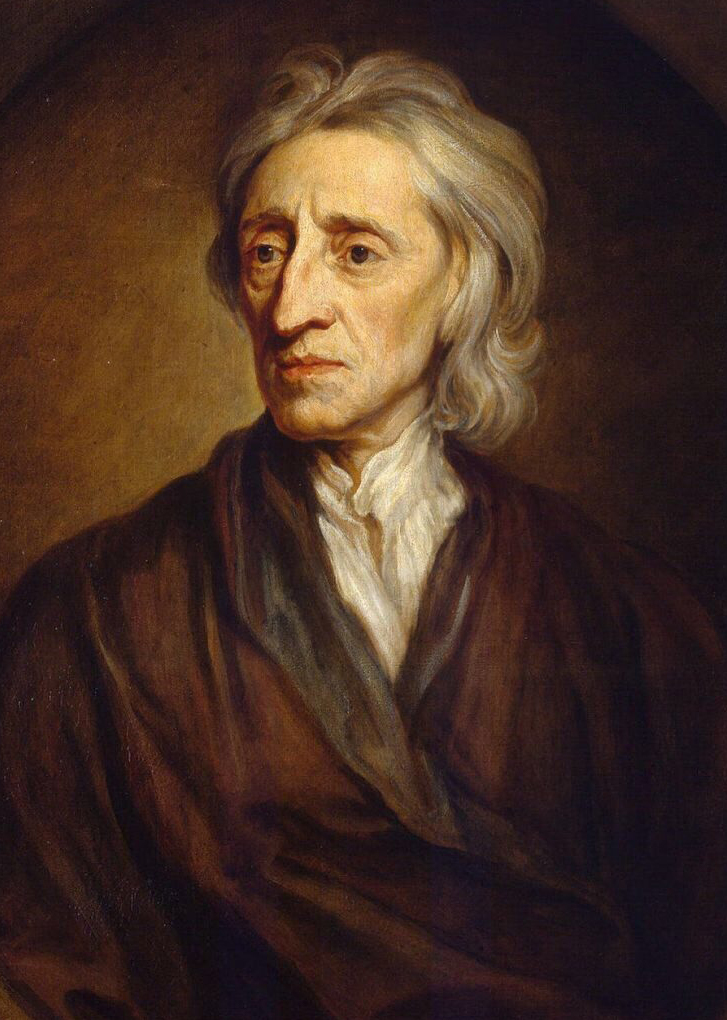
Portrait du philosophe John Locke (1697). Selon Locke, ce qui fait qu'un individu demeure la même personne réside dans la conscience qu'il a de lui-même.

C’est John Locke qui, en 1690, a appréhendé le problème de l’identité personnelle en des termes qui continuent à être discutés aujourd’hui. Dans un chapitre de l’Essai concernant l'entendement humain (II, 27), il examine les questions chrétiennes de l'immortalité de l'âme, de la résurrection des morts et du Jugement dernier, questions qui le conduisent à interroger la nature et l'identité des personnes. Selon lui, une personne est :

« […] un être pensant et intelligent, capable de raison et de réflexion, et qui peut se considérer soi-même comme le même, comme une même chose qui pense en différents temps et en différents lieux ; ce qu’il fait uniquement par le sentiment qu'il a de ses propres actions, lequel est inséparable de la pensée […]. »

Locke établit trois principes :
1. Ce qui fait qu’un être est une personne, c’est sa conscience, ou conscience de soi.
2. Ce qu’une personne est, c’est tout ce qu’elle pense qu’elle est, ce que Locke appelle Self ou « Moi ».
3. Ce qui fait qu’un individu est la même personne, c’est la conscience que cet individu a de lui-même comme étant le même.

L’idée de la conscience que Locke défend obéit au modèle de la perception interne. La conscience est une forme d’aperception grâce à laquelle une personne appréhende immédiatement ses actes et ses pensées comme siens. En ce sens, la conscience est dite « réflexive » : elle est toujours conscience de soi.
Ainsi définie, la conscience est ce qui détermine l’identité personnelle : une personne demeure une et la même si elle se reconnaît comme identique. Dans la mesure où la conscience porte non seulement sur le présent, mais aussi sur le passé, c’est à la mémoire personnelle ou aux souvenirs que Locke rattache l’identité du « Moi ». On aura donc affaire à une même personne aussi loin que la conscience de soi s'étendra dans le passé, grâce à la mémoire.
Cette thèse s’oppose à la fois aux théories substantialistes qui identifient le moi à une substance immatérielle (la substance pensante de Descartes, par exemple) et aux théories physiologistes qui identifient le moi à un organisme ou à une partie essentielle de l’organisme (le cerveau en particulier). Pour Locke, l’identité personnelle pourrait parfaitement se trouver supportée par des substances différentes, comme l’illustre l’exemple du « Prince et du savetier » ou l'image des « deux costumes ». En outre, deux personnes pourraient très bien loger dans une même substance ou un même corps, comme le montre l'exemple du « travailleur de jour » et du « travailleur de nuit ».
Locke est très clair sur la nature et les conséquences de sa théorie. Si je n'ai pas le souvenir apparent d'avoir fait une chose, alors je ne suis pas identique à la personne qui l'a faite. Et si j'ai le souvenir apparent d'être l'auteur des actes commis par un autre individu, alors il s'ensuit que je suis cette personne là.

## Objections de Reid et Butler
La thèse de Locke est fondée sur la réflexivité de la conscience étendue aux actions passées, autrement dit, sur la mémoire personnelle. Cette thèse a rencontré rapidement des objections dont les deux principales sont : le problème de la circularité et celui de la discontinuité mémorielle.

### Problème de la circularité
Cette objection a été présentée pour la première fois par le révérend Joseph Butler : la conscience étendue dans le temps ne peut pas constituer l'identité personnelle car elle la présuppose. C'est parce qu'une personne est la même personne que celle qu'elle était dans le passé qu'elle peut se souvenir de son propre passé, et non l'inverse. Le concept d'identité personnelle à travers le temps est logiquement premier par rapport à celui de mémoire personnelle.
À la suite de Butler, le philosophe Thomas Reid a relevé le caractère circulaire de la définition lockéenne du « Moi » (Self) comme conscience de soi, conscience qui présuppose, dans sa notion même, l'existence du moi.
L'objection de la circularité logique semble toutefois avoir été levée par Derek Parfit, qui, à la suite de Sydney Shoemaker, utilise la notion de « quasi-mémoire » pour montrer qu'il est logiquement possible de se souvenir des expériences vécues par quelqu'un d'autre. Un « quasi-souvenir » est le souvenir d'une expérience passée qui ne présuppose pas l'identité personnelle et dont la fonction est de montrer que le critère mémoriel de l'identité n'est pas circulaire.

### Problème de la discontinuité mémorielle
Le problème de la discontinuité mémorielle a été exposé par Thomas Reid. Il est à mettre en parallèle avec le problème de l'amnésique, qui, après avoir perdu le souvenir de ses états antérieurs, cesse du même coup d'être identique à la personne qu'il a pourtant été dans le passé.
Reid illustre ce problème par l'exemple suivant : un vieux général se souvient d'un acte de bravoure militaire qu'il avait réalisé quand il était jeune officier. À l'âge où il était officier, il se souvenait encore d'épisodes de son enfance, désormais totalement oubliés, comme le fait d'avoir été fouetté pour avoir volé des fruits. Dans ce cas, il faudrait dire d'une part que le général et l'officier sont la même personne, et d'autre part que le général et l'enfant sont deux personnes distinctes, bien que l'officier et l'enfant soient une seule et même personne. Le critère mémoriel de l'identité semble donc contrevenir à l'un des traits formels essentiels de la relation d'identité, à savoir la transitivité (si X est identique à Y et si Y est identique à Z, alors X est identique à Z).
Pour répondre à cette difficulté, les partisans de la conception psychologique de l'identité personnelle ont modifié le critère mémoriel en remplaçant notamment le principe de connexions systématiques entre tous les épisodes de la vie mentale par le principe d'un enchâssement successif de ces épisodes. Ainsi, selon John Perry, « des phases-de-personnes A et B appartiennent bien à la même personne si A contient effectivement le souvenir d'une expérience contenue dans B ».

## Théories simples et théories complexes
Les objections de Reid et Butler mettent en évidence le divorce entre ce que Derek Parfit appelle les « théories simples » (Simple View) et les « théories complexes » (Complex View) de l'identité personnelle.
Reid et Butler défendent chacun une forme de « théorie simple », proche du sens commun. Ainsi, selon Reid, l'identité d'une personne, contrairement à celle des corps ou des artéfacts, est parfaitement déterminée : elle n'admet ni parties ni degrés. Une personne demeure exactement la même à chaque instant de son existence. Elle est également absolue : comme l'indique aussi Butler, l'identité est un fait primitif qui ne dépend d'aucun autre fait tel que la mémorisation ou la conscience de soi. En outre, notre identité nous est connue selon eux avec évidence et certitude, contrairement à l'identité des objets, ou encore à l'identité des autres personnes, qui est inférée à partir de notre expérience et qui est toujours sujette à caution.
À l'inverse, des auteurs contemporains comme Grice, Parfit et Lewis défendent chacun une forme de « théorie complexe » de l'identité personnelle, dans le sillage de Locke. On peut résumer le projet qui caractérise les théories complexes associées au concept de mémoire par le mot d'ordre de Grice :

« Le soi est une construction logique et doit être défini à l'aide de la mémoire »

Dans cette perspective, il convient de proposer un « critère mémoriel » modifié, susceptible de répondre à la fois à l'objection de la circularité (Butler) et à l'objection de la discontinuité mémorielle (Reid).

## Réductionnisme et anti-réductionnisme
En lien direct avec les théories simples et complexes, Parfit distingue également les conceptions réductionnistes et les conceptions non réductionnistes de l'identité personnelle :
1. Les théories simples sont non réductionnistes : le fait d'être une personne est un fait primitif qui n'est ni analysable, ni réductible à d'autres faits.
2. Les théories complexes sont au contraire réductionnistes : le fait d'être une personne peut être analysé et réduit à certains faits.

Alors que les théories simples diffèrent entre elles quant à la conception qu'elles se font de la nature des personnes (« âme-substance », noyau cérébral, etc.), les théories complexes diffèrent entre elles quant à la nature des faits en quoi consiste l'identité personnelle (unité du système nerveux central, continuité psychologique, etc.), ainsi que sur le principe de la réduction en jeu.

### Débat face au paradoxe de l'«homme-amibe»
L'une des oppositions principales entre les thèses anti-réductionnistes et les thèses réductionnistes réside dans la façon de considérer la question « X à l'instant t1 est-il la même personne que Y à l'instant t2 ? ». Pour l'anti-réductionniste, il est exclu que l'identité personnelle puisse être vague ou affaire de degrés ; la réponse qu'il convient d'apporter est toujours univoque ou parfaitement tranchée. Pour Parfit au contraire, la réponse à cette question peut s'avérer indéterminée, voire parfaitement vide.
Dans un article de 1971 intitulé « Personal Identity », Parfit défend cette position en s'appuyant sur l’hypothèse de l'« homme-amibe », avancée pour la première fois par David Wiggins en 1967. Dans cette hypothèse vertigineuse, un homme se retrouve dans la situation où chacun de ses deux hémisphères cérébraux est transplanté avec succès dans deux corps humains préalablement décérébrés, à l'image d'une amibe qui se divise. Selon Parfit, nous sommes conduits, dans ce cas de figure, à abandonner la logique de l'identité, et donc l'identité du « moi », au profit de la survie du « soi ». Rien ne permet en effet de décider que l'une des deux personnes résultantes est la personne primitive.
Richard Swinburne, qui défend une conception anti-réductionniste et dualiste de l'identité personnelle, s'oppose à cette interprétation. Il estime que le caractère en apparence indéterminé de l'identité de l'homme-amibe après l'opération montre qu'il n'est pas possible de réduire l'identité d'une personne à son cerveau. Il est donc nécessaire de postuler l'existence d'une entité immatérielle et parfaitement simple (l'âme) sur laquelle repose l'identité personnelle. Selon Swinburne, c'est à cette entité que je fais référence lorsque je dis « moi ».

## Théories réductionnistes

### Derek Parfit et le concept de survie
Derek Parfit qualifie lui-même de réductionniste sa position sur l'identité personnelle. Elle repose sur les thèses suivantes :
1. Ce qui fait de nous des personnes dépend essentiellement de l'existence de nos cerveaux et de nos corps, et consiste en une série d'événements physiques et mentaux reliés entre eux par des causes physiques appropriées et des relations de continuité mentale.
2. Les relations de continuité ou de connectivité mentales ne peuvent satisfaire les réquisits formels de l'identité (symétrie, transitivité, exactitude, etc.). Elles sont affaire de degré et laissent l'identité en partie indéterminée .
3. Contrairement à notre croyance commune, il n'existe pas d'ego susceptible d'assurer l'identité personnelle et il est dès lors possible d'imaginer des cas de survie dans lesquels l'identité des personnes est parfaitement indéterminée (hypothèse de l'« homme-amibe » ou cas d'une bissection complète du cerveau, par exemple).
4. L'identité d'une personne repose sur des faits qui ne présupposent pas l'identité de cette personne : ces faits peuvent être décrits de manière impersonnelle[15].

Parfit en conclut que la survie, et non l’identité du moi, est tout ce qui importe. Il faut par conséquent réviser nos croyances sur l'identité personnelle en nous débarrassant de l'illusion d'une identité primitive parfaitement déterminée, ce que Parfit appelle le « fétichisme du moi ». Cette illusion nous a conduit, selon lui, à survaloriser nos propres intérêts au détriment d'une attitude morale plus juste.

### David Lewis et le perdurantisme

David Lewis décrit la fission d'une personne comme le partage d'une même phase initiale.

David Lewis partage la conception réductionniste de Parfit quant à l'identité personnelle : ce sont les relations de continuité mentale, eux-mêmes réductibles à des processus physiques se réalisant dans le cerveau, qui constituent l'identité d'une personne. Mais contre Parfit, Lewis soutient qu'il n'y a pas de véritable divorce entre l'intuition du sens commun, selon laquelle ce qui importe dans la survie est bien l'identité personnelle (ma survie), et la thèse selon laquelle tout ce qui importe est la continuité mentale. Pour justifier ce point de vue, Lewis développe une conception métaphysique originale de la persistance des êtres à travers le temps, qu'on nomme le perdurantisme : les objets et les personnes sont des entités temporellement étendues dotées de parties temporelles – les phases. Une personne est un agrégat de phases dont les relations de continuité mentale constituent l'unité à travers le temps. Elle peut être décrite alors comme un « ver spatio-temporel ». À un instant donné, un individu n'est donc pas à proprement parler une personne, mais une « phase-de-personne ».
Selon Lewis, les « théories simples » de l'identité personnelle adoptent implicitement une conception « endurantiste » de l'identité en présupposant l'idée d'une monade qui se perpétue en étant tout entière présente à chaque instant de son existence. À l'inverse, Lewis nous invite à nous représenter les personnes comme des entités temporellement étendues qui, dans l'hypothèse de l'« homme-amibe » (fission d'une personne), se divisent en deux à la manière d'une route qui bifurque. En décrivant ainsi la fission d'une personne comme le partage d'une même phase initiale, nous rendons compte des deux personnes issues de la fission, et non pas seulement d'une. Pour Lewis, cela signifie qu'il y a deux personnes dès le départ, bien que nous ayons tendance à dire dans ce cas qu'une personne en devient deux. Cela suppose la possibilité que, durant une certaine phase, deux esprits (deux personnes) coïncident avec une même pensée (phase-de-personne).

### Identité esprit-cerveau
La théorie de l'identité esprit-cerveau, défendue notamment par le philosophe australien David Armstrong, est une théorie matérialiste qui soutient que tous les processus mentaux sont réductibles à des processus physiques se réalisant dans le cerveau. Elle conduit inévitablement à réduire l'identité personnelle à l'identité du cerveau : une personne X est la même qu'une personne Y si le cerveau de X est le même que celui de Y. Le cerveau faisant partie intégrante du corps humain, son identité s'établit sur les mêmes critères que celui de n'importe quel corps. Le critère corporel de l'identité est donc celui qui s'impose pour définir l'identité d'une personne dans un cadre strictement matérialiste.
Dire qu'un corps à un instant donné (ou en un certain lieu) est le même qu'un corps à un autre instant (ou en un autre lieu) ne signifie pas toutefois qu'ils contiennent exactement les mêmes composants matériels. En effet, le corps vivant ne cesse de renouveler sa composition, au niveau cellulaire comme au niveau atomique. Ce qui fait que le corps d'une personne, cerveau inclus, demeure identique malgré ce changement continu, c'est que le remplacement de la matière qui le compose est graduel, de telle façon qu'il existe une continuité spatio-temporelle entre les différents états dans lesquels se trouve le corps. Ainsi, un corps à l'instant t1 est identique à un corps à l'instant t2 s'ils sont reliés par une trajectoire spatio-temporelle continue.
Aujourd'hui, la continuité spatio-temporelle considérée comme critère de l'identité à travers le temps est largement critiquée, notamment parce qu'elle ne rend pas compte de la recomposition de certains objets. Par exemple, une horloge successivement démontée puis remontée avec les mêmes pièces est considérée comme une même horloge, bien qu'elle ait subie une rupture dans son existence à travers le temps.

### Identité fonctionnelle
La « thèse de reconstitution » est désormais privilégiée par rapport à la thèse de la continuité spatio-temporelle. Elle énonce qu' un objet physique entièrement désassemblé puis entièrement réassemblé, avec les mêmes pièces, est un et le même objet. Cette thèse repose sur l'identité compositionnelle du corps et permet de soutenir qu'un même corps ou une même personne peuvent connaître une existence intermittente ou discontinue. Dans ce cas, le corps ou la personne considérés cessent d'exister seulement sous une forme décomposée. Cette conception de l'identité est conforme à l'intuition selon laquelle une personne qui retrouve toutes ses fonctions, à l'instar d'une machine réparée qui fonctionne à nouveau, demeure la même. Dans la fiction de la téléportation, par exemple, une personne téléportée est considérée intuitivement comme la même personne sans être pour autant continue dans l'espace et le temps.
Une version radicale de la thèse de reconstitution énonce qu'un objet physique peut demeurer le même seulement s'il continue à remplir les mêmes fonctions, y compris dans le cas où les constituants de cet objet auraient changé du tout au tout. Cette thèse légitime le critère psychologique de l'identité personnelle défendu par Derek Parfit, d'après lequel une personne demeure la même si les processus neurophysiologiques du cerveau sont restitués afin de remplir les mêmes fonctions mentales. Selon cette approche fonctionnaliste de l'identité (voir aussi le transhumanisme), ce n'est pas tant la préservation de la matière du cerveau qui importe, mais la série des causes et des effets physiques sur laquelle repose la continuité psychologique.

## Paradoxes et fictions de l'identité personnelle

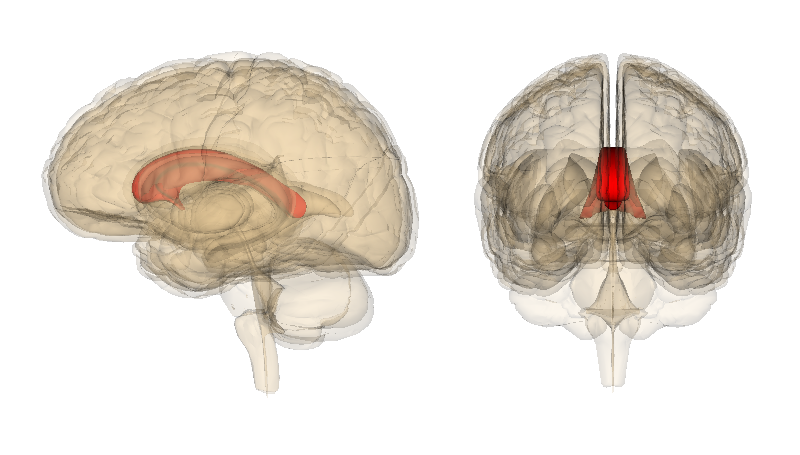
Localisation du corps calleux, présenté ici en rouge, entre les deux hémisphères cérébraux.

### Bissection du cerveau
On sait depuis les premières opérations de bissection du cerveau au niveau du corps calleux (callosotomie) effectués dès les années 1950 pour traiter certains cas sévères d'épilepsie, et les travaux de Roger Wolcott Sperry, conduits à la fin des années 1960, que les hémisphères cérébraux peuvent fonctionner indépendamment et simultanément, chacun constituant comme une sphère séparée de conscience. Dans l’éventualité où l’un est détruit, l’autre prend le relais. Le critère psychologique de l'identité cesse alors d'être associé au cerveau pris dans son ensemble. On parle ainsi de « critère hémisphérique » de l'identité personnelle : une personne demeure la même si elle conserve suffisamment de matière cérébrale pour la maintenir consciente.
Le critère hémisphérique suscite la question suivante : si chaque hémisphère cérébral abrite l’identité personnelle, alors tout être humain est potentiellement deux personnes. Le neurologue Roland Puccetti va jusqu'à en conclure qu'effectivement, deux personnes cohabitent en nous et fonctionnent de concert, sans qu'aucune d'elles n'ait conscience de l'existence de l'autre. Parce qu'un simple coup de scalpel ne peut engendrer une nouvelle personne, Puccetti estime que même l'être humain normal, au cerveau intact, abrite deux personnes, bien qu'avant l'ère des expériences de callosotomie nous n'avions pas le moyen de le savoir.

### Fission et transplantation
Depuis l’expérience de pensée de la division du cerveau proposée par David Wiggins en 1967, la réflexion sur l’identité personnelle s'est souvent appuyée sur l'« argument de la fission » pour remettre en cause les critères traditionnels de cette forme d'identité, comme l'unicité de la conscience. Cette fiction consiste à imaginer d'abord que notre cerveau est sectionné au niveau du corps calleux qui sépare nos deux hémisphères cérébraux, puis que chacun d’eux est transplanté dans la boîte crânienne vide de deux autres individus. La question pour nous devient, d’une part : « Est-ce que je survis à l’opération ? » ; et, d’autre part : « Si oui, où suis-je ? ».
Parfit reprend cette expérience à son compte pour justifier l'idée qu'il n'est pas nécessaire de conserver son individualité pour survivre. En effet, les techniques médicales ont d'abord montré que certains individus parviennent à survivre avec un seul hémisphère cérébral. La transplantation réussie d'au moins l'un de mes deux hémisphères cérébraux doit donc suffire à ma survie. A contrario, il paraît absurde de soutenir qu'une opération réussie conduise à un décès. Je peux donc survivre à travers mes deux avatars, bien qu'ils constituent chacun une personne distincte.
Selon Parfit, cette expérience de pensée remet en cause nos croyances communes en l'unicité de la conscience et en l'individualité du « moi ».

### Téléportation et duplication
Derek Parfit est connu pour les fictions qu’il a amplement développées afin de remettre en cause notre conception habituelle de l'identité personnelle. Une de ses fictions célèbres est celle du télé-transporteur qui nous permet de voyager en un instant jusqu’à Mars. Le cas le plus simple de cette fiction est le suivant : le dispositif qui scanne notre corps le détruit en même temps qu’il transmet toutes les caractéristiques de ce corps (cerveau inclus) à la machine réceptrice sur Mars, qui se charge de nous reconstituer dans un matériau organique. Dans la mesure où notre conscience dépend directement de notre composition cérébrale, notre double possède la mémoire de notre entrée terrestre dans le dispositif de transport et de toute notre vie précédant cet instant. Bien qu’il ne soit pas dans une relation de continuité corporelle spatio-temporelle avec nous, cette personne est dans une relation de continuité psychologique maximale avec nous. Elle pense être la même personne que celle qui est entrée dans le dispositif.
Pour Parfit, cette expérience de pensée montre, notamment, que la survie n'implique pas nécessairement la continuité spatio-temporelle, ni même l'identité physique, puisque les éléments de l'ancien corps ont tous été remplacés.